# Justicia keriana
Justicia keriana är en akantusväxtart som beskrevs av Robert Sweet. Justicia keriana ingår i släktet Justicia och familjen akantusväxter. Inga underarter finns listade i Catalogue of Life.